# Adrada de Pirón
Adrada de Pirón er en by og kommune i det centrale Spanien i provinsen Segovia. Den har et indbyggertal på 40 (2024) indbyggere.